# Erik of het klein insectenboek (film)
Erik of het klein insectenboek is een Nederlandse film van regisseur Gidi van Liempd naar het boek van Godfried Bomans en met rollen van Georgina Verbaan, Johnny de Mol, Alfred van den Heuvel en Jörgen Raymann.

## Verhaal
De negenjarige Erik Pinksterblom is een dromer die zich liever bezighoudt met het fantaseren over zijn geheime liefde Rosalie dan met het voorbereiden van een spreekbeurt voor school. Hij krijgt, na het meerdere keren te hebben uitgesteld, nog een laatste kans van zijn onderwijzeres om de spreekbeurt de volgende schooldag af te hebben en voor te dragen.
Erik wordt alleen opgevoed door zijn moeder, omdat zijn vader (die ook Erik Pinksterblom heette) overleden is. De nacht voordat hij zijn spreekbeurt gaat voordragen, die hij over insecten gaat houden, logeert hij bij zijn opa. En bij hem op zolder vindt hij het schilderij De Wollewei (genoemd naar de schapen die erop te zien zijn). Als hij 's nachts niet kan slapen, zoekt hij het schilderij stiekem op en belandt onverwachts door de toverkunsten van zijn betovergrootmoeder als een heel klein persoon tussen de insecten in het schilderij.
Hij beleeft er allerlei avonturen en alle insecten willen meer weten van die rare tweevoeter die ineens uit de lucht kwam vallen en alles over hun gewoontes weet (dankzij een insectenboek dat hij bij zich heeft). Met de meest rare bokkensprongen weet Erik zich uit benarde situaties te redden en na een onvergetelijke nacht waarin hij veel geleerd heeft, staat hij de volgende dag weer voor de klas en houdt een spreekbeurt waar de vonken vanaf vliegen.

## Rolverdeling
| Acteur                | Personage                 |
| --------------------- | ------------------------- |
| Jasper Oldenhof       | Erik                      |
| Anne-Mieke Ruyten     | Moeder van Erik           |
| Hugo Haenen           | Vader van Erik            |
| Jaak Van Assche       | Opa van Erik              |
| Yale Sackman          | Rosalie/Klaproosje        |
| Merijn van Heiningen  | Victor Sjollema           |
| Lenette van Dongen    | Docent van Erik           |
| Gregor Frenkel Frank  | Opie                      |
| Trudy Labij           | Omie                      |
| Alfred van den Heuvel | Mijnheer van Vliesvleugel |
| Arent-Jan Linde       | Bromvlieg                 |
| Jörgen Raymann        | Hommel                    |
| Plien van Bennekom    | Lieveheersbeestje         |
| Bianca Krijgsman      | Lieveheersbeestje         |
| Peter Van den Begin   | Duizendpoot               |
| Georgina Verbaan      | Mevrouw Mug               |
| Tanneke Hartzuiker    | Oudere mevrouw Mug        |
| Stany Crets           | Sprinkhaan                |
| Arnost Kraus          | Dagtor                    |
| Ralph Caspers         | Kever                     |
| Dennis Overeem        | Kakkerlak                 |
| Koen Weddepohl        | Rode mier                 |
| Marius Gottlieb       | Papilio                   |
| Marco Maas            | Nachtvlinder/Spin         |
| Lineke Rijxman        | Doodgravers vrouw         |
| Cees Heyne            | Doodgraver                |
| Cas Enklaar           | Doodgraver                |
| Hugo Koolschijn       | Doodgraver                |
| Johnny de Mol         | Verkennermier             |
| Job Raaijmakers       | Soldatenmier              |
| Abel Nienhuis         | Soldatenmier              |
| Niels van der Laan    | Soldatenmier              |
| Martijn Hillenius     | Soldatenmier              |
| René van 't Hof       | Houtworm                  |
| Serge-Henri Valcke    | Regenworm (stem)          |
| Johnny Kraaijkamp jr. | Slak (stem)               |

## Televisieserie
De speelfilm is met wat extra materiaal gemonteerd tot een televisieserie in 6 afleveringen van 20 minuten elk, die in 2007 werd uitgezonden door de AVRO.